# Saropogon albicans
Saropogon albicans là một loài ruồi trong họ Asilidae. Saropogon albicans được Janssens miêu tả năm 1961. Loài này phân bố ở vùng Cổ Bắc giới và châu Á.